# Gunnar Knudsen (politiker)
Aanon Gunerius "Gunnar" Knudsen, född 19 september 1848 i Arendal, död 1 december 1928, var en norsk affärsman och politiker.
Knudsen erhöll 1891 plats i Stortinget, som han med ett par smärre avbrott 1898-1900, 1903-05 och 1910-12 tillhörde fram till 1921. Han anslöt sig till Venstres radikala flygel och kom tack vare stor praktisk erfarenhet snart i förgrunden. Knudsen var ingenjörsutbildad och hade varit verksam som industriledare, skeppsredare och jurdbrukare. 1902-03 var han medlem av Otto Blehrs regering, först vid statsrådsavdelningen i Stockholm, sedan som finansminister. Mars-oktober 1905 var han finansminister i Christian Michelsens samlingsregering, som han lämnade på grund av republikanska sympatier. 1906 blev han vid Venstres sprängning ledare för den starkaste gruppen inom det nya "konsoliderade" Venstre. Sedan Carl Berner 13 mars 1908 fällt Jørgen Løvlands regering blev Knudsen statsminister och samtidigt finansminister 1908-10. Denna rena venstreregerings avgång samma år följde efter högern och den frisinnade vänsterns förenade valframgångar 1909. Efter en ny seger för Venstre vid valen 1912, bildade Knudsen januari 1913 sin 2:a regering, där han 1913-20 även var lantbruksminister. Knudsen framstod nu som den borgerliga vänsterns främste politiker i Norge. Fram till juni 1920, efter en rekonstruktion och regeringen 1919, då Knudsen övertog finansministerposten, fortsatte han att inneha statsministerposten. Meningarna om hans politiska insatser har varit delade. Knutsen försökte särskilt slå vakt om det norska jordbruket, ofta men höga importtullar. Efter avgången som statsminister 1920 var Knudsen fram till 1922 partiledare för Venstre och avböjde i juni 1921 att bilda regering efter Otto Bahr Halvorsen.